# Юри, Гарольд Клейтон
Га́рольд Кле́йтон Ю́ри (англ. Harold Clayton Urey; 29 апреля 1893, Уолкертон — 5 января 1981, Ла-Холья, Сан-Диего) — американский физик и физикохимик. Пионер в области исследования изотопов, за открытие одного из которых — дейтерия — был награждён Нобелевской премией по химии в 1934 году. Позже перешёл к изучению эволюции планет.

## Молодость

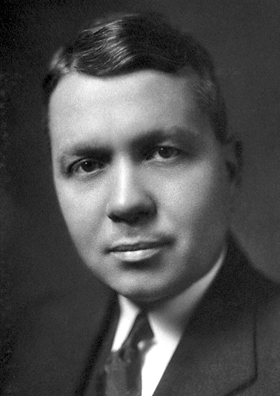
Гарольд в 1934 году

Гарольд Клейтон Юри родился 29 апреля 1893 года, в Уолкертоне, штат Индиана, в семье Самуэля Клейтон Юри, школьного учителя и священника церкви Бретена, и его жены Коры Ребекки (урождённой Рейноель). У него был младший брат, Кларенс, и младшая сестра, Марфа. Семья переехала в Глендору, Калифорния, но вернулась в Индиану, чтобы жить с овдовевшей матерью Коры, когда Самуэль серьёзно заболел туберкулезом. Он умер, когда Юри было шесть лет.
Юри получил образование в начальной школе амишей, которую он окончил в возрасте 14 лет. Затем он учился в средней школе Кендалвилл, штат Индиана. После её окончания в 1911 году он получил сертификат учителя в колледже Эрлхем, и преподавал в небольшой школе в Индиане. Позже он переехал Монтану, где тогда жила его мать, и продолжал преподавать там. Юри поступил в Университет Монтаны в 1914 году, где получил степень бакалавра по зоологии в 1917 году. После вступления Соединённых Штатов в Первую мировую войну, Юри перешёл на военную работу в «Barrett Chemical Company» в Филадельфии, производившую ТНТ. После окончания войны, он вернулся в университет Монтаны в качестве репетитора по химии.
Академическая карьера требовала степень доктора, поэтому 1921 году Юри начал работать над докторской диссертацией в Университете Калифорнии, Беркли, где он занимался термодинамикой под руководством Гилберта Н. Льюиса. Его первая диссертация была на тему ионизации паров цезия. В работе он столкнулся с определёнными трудностями; в это же время индийский физик Мегнад Саха опубликовал более полную статью на ту же тему. После этого Юри написал диссертацию на тему ионизированных состояний идеального газа, которая впоследствии была опубликована в «Astrophysical Journal». После защиты диссертации в 1923 году Юри получил стипендию Американо-скандинавского фонда для обучения в институте Нильса Бора в Копенгагене, где он встретил Вернера Гейзенберга, Ганса Крамерса, Вольфганга Паули, Георга фон Хевеши и Джона Слейтера. В завершение своего пребывания, он отправился в Германию, где познакомился с Альбертом Эйнштейном и Джеймсом Франком.
По возвращении в США, Юри получил предложение стипендии от Национального исследовательского совета на работу Гарвардском университете, а также получил предложение стать научным сотрудником в университете Джонса Хопкинса. Он выбрал последнее. До вступления в должность, он поехал в Сиэтл, штат Вашингтон, чтобы навестить свою мать. По дороге он остановился в городе Эверетт, штат Вашингтон, где жила его знакомая Кейт Даум. Кейт представила Юри сестре, Фриде. Юри и Фрида вскоре обручились. Они поженились в доме её отца в Лоуренсе, штат Канзас, в 1926 году. У пары было четверо детей: Гертруда Бесси (Элизабет), родилась в 1927 году; Фрида Ребекка, родилась в 1929 году; Мэри Элис, родилась в 1934 году; и Джон Клейтон Юри, родился в 1939 году.
В Университете Джонса Хопкинса Юри и Артур Руарк написали «Atoms, Quanta and Molecules» (1930), один из первых английских трудов по квантовой механике и её приложениям к атомным и молекулярным системам. В 1929 году Юри стал адъюнкт-профессором химии в Колумбийском университете, где сотрудничал с Рудольфом Шёнхеймером, Дэвидом Риттенбергом и T.  И. Тейлором.

## Дейтерий
Примерно в это же время Уильям Джиок и Геррик Джонсон в Университете Калифорнии обнаружили стабильные изотопы кислорода. В то время изотопы были недостаточно хорошо изучены; Джеймс Чедвик открыл нейтрон только в 1932 году. Две системы использовались для их классификации — основанные на химических и физических свойствах. Последние определялись с помощью масс-спектрографа. Поскольку было известно, что атомный вес кислорода почти точно в 16 раз больше атомного веса водорода, Раймонд Бирдж, и Дональд Мензел предположили, что водород также состоял больше чем из одного изотопа. На основании разности между результатами двух методов они предсказывали, что только один атом водорода из 4500 являлся тяжёлым изотопом.
В 1931 году Юри занялся его поиском. Юри и Джордж Мерфи рассчитали из серий Бальмера, что тяжёлый изотоп должен иметь линии красного смещения от 1,1 до 1,8 ангстрем. Юри имел доступ к спектрографу с решёткой в 6,4 метра — чувствительному прибору, который был недавно установлен в Колумбии и был способен разрешать серии Бальмера. Он имел разрешение 1 Å на миллиметр, таким образом, на этом устройстве разница была около 1 мм. Но так как только один атом из 4500 был тяжёлым, линия на спектрографе была очень слабой. Поэтому Юри решил отложить публикацию своих результатов, пока не получит более убедительных доказательств, что это был именно тяжёлый водород.
Юри и Мерфи рассчитали из модели Дебая, что тяжёлый изотоп будет иметь немного более высокую температуру кипения, чем лёгкий. Путём тщательного прогрева пять литров жидкого водорода можно дистиллировать до одного миллилитра, который будет обогащен тяжёлым изотопом в 100—200 раз. Чтобы получить пять литров жидкого водорода они отправились в криогенную лабораторию в Национальном бюро стандартов в Вашингтоне, округ Колумбия, где им помог Фердинанд Брикведде, с которым Юри был знаком в Университете Джонса Хопкинса.
Первый образец, который послал Брикведде, испарялся при 20 К при давлении в 1 стандартную атмосферу (100 кПа). К их удивлению, не было никаких признаков обогащения. Брикведде затем получил второй образец, испарявшийся при 14 К при давлении рт.ст. (7,1 кПа). У этого образца бальмеровские линии для тяжёлого водорода были в семь раз интенсивнее. Статья, объявляющая об открытии того, что мы сейчас называем дейтерием, была опубликована совместно Юри, Мерфи, и Брикведде в 1932 году. Юри был награждён Нобелевской премией по химии в 1934 году «за открытие тяжёлого водорода». Он пропустил церемонию в Стокгольме, чтобы присутствовать при рождении своей дочери Мэри Элис.
Работая с Эдвардом У. Уошборном из бюро стандартов, Юри впоследствии обнаружил причину аномалии образца. Водород Брикведде отделялся от воды путём электролиза, в результате чего образец оказывался обеднён. Кроме того, Фрэнсис Уильям Астон сообщил, что его расчётное значение для атомного веса водорода было неверным, тем самым опровергая исходное обоснование Бирге и Менцеля. Открытие дейтерия, тем не менее, оставалось.
Юри и Уошборн пытались использовать электролиз для создания чистой тяжелой воды. С помощью приближения Борна-Оппенгеймера, Юри и Дэвид Риттенберг рассчитали свойства газов, содержащих водород и дейтерий. Они расширили эксперименты до обогащения соединений углерода, азота и кислорода, которые могут быть использованы в качестве индикаторов в биохимии, в результате чего появился совершенно новый способ изучения химических реакций.
Юри основал журнал по физхимии в 1932 году, и был его первым редактором, служа в этом качестве до 1940 года. Юри опубликовал статью для журнала «The Scientific Monthly» Ирвинга Ленгмюра, который изобрёл водородную сварку в 1911 году с использованием 300—650 вольт электричества и вольфрамовых нитей, и получил Нобелевскую премию 1932 года по химии за работы в области химии поверхностей.
В Колумбии Юри возглавлял университетскую федерацию за демократию и интеллектуальную свободу. Он поддерживал идеи атлантизма и призывы Кларенса Штрайта создать федерацию крупных мировых демократий, выступал в поддержку республиканской стороны в гражданской войне в Испании. Он был одним из первых противников германского нацизма и помогал ученым-беженцам, в том числе Энрико Ферми, помогая им найти работу в Соединённых Штатах и адаптироваться к жизни в новой стране.

## Манхэттенский проект
Когда вторая мировая война вспыхнула в Европе в 1939 году, Юри был признанным мировым экспертом по разделению изотопов. До тех пор отделение включало только легкие элементы. В 1939—1940 годах Юри опубликовал две работы по разделению тяжелых изотопов, в которых он предложил центробежную сепарацию. Это приобрело большое значение в связи с мнением Нильса Бора, что уран-235 может быть сепарирован, потому что считалось «очень сомнительным, может ли быть создана цепная ядерная реакция, без отделения урана-235 от остальной части урана». Юри начал интенсивные исследования по обогащению урана. Помимо центробежной сепарации, Джордж Кистяковский предположил возможность использования метода газовой диффузии. Третьей возможностью была термодиффузия. Юри координировал все научно-исследовательские работы по разделению изотопов, в том числе попытки получения тяжелой воды, которая могла быть использована в качестве замедлителя нейтронов в ядерных реакторах.
В мае 1941 года, Юри был назначен в исполнительский комитет S-1, который курировал проекты по урану в рамках отдела научных исследований и развития. В 1941 году Юри и Джордж В. Пеграм возглавляли дипломатическую миссию в Англию, чтобы установить сотрудничество по разработке атомной бомбы. Британцы были сторонниками газовой диффузии, но было ясно, что как газовый, так и центробежный методы сталкивались с большими техническими трудностями. В мае 1943 года, когда Манхэттенский проект набрал обороты, Юри стал главой военной лаборатории заменителей сплавов в Колумбии, которая отвечала за тяжелую воду и все процессы по обогащению изотопов, кроме электромагнитного процесса Эрнеста Лоуренса.
Первые сообщения о центробежном методе показывали, что он не был столь эффективным, как предсказывалось. Юри предположил, что вместо прямоточной системы можно использовать более эффективную, но технически более сложную противоточную систему. К ноябрю 1941 года технические препятствия казались достаточно большими для отказа от процесса. Противоточные центрифуги были разработаны после войны, и сегодня являются предпочтительным методом во многих странах.
Газовый процесс диффузии оставался более обнадеживающим, хотя тоже имел технические препятствия, требующие преодоления. К концу 1943 года над газовой диффузией на Юри работало свыше 700 человек. Этот процесс включал сотни каскадов, в которых агрессивный гексафторид урана диффундировал через газообразные барьеры, становясь все более и более обогащенным на каждом этапе. Одной из основных проблем было нахождение соответствующей оснастки для насосов, но, безусловно, самая большая трудность заключалась в построении соответствующего диффузионного барьера. Строительство огромного завода газовой диффузии K-25 шло полным ходом, прежде чем подходящий барьер стал доступен в необходимых объёмах в 1944 году. В качестве запасного варианта Юри отстаивал термодиффузию.
Обессиливший от проекта, Юри покинул его в феврале 1945 года, передав свои обязанности Джону Р. Даннингу. Завод К-25 начал производство в марте 1945 года и когда ошибки были исправлены, завод работал с примечательной эффективностью и экономичностью. Вначале уран подавали на завод жидкой тепловой диффузии S-50, затем на газовую диффузию завода K-25, и, наконец, на завод электромагнитного разделения Y-12; но вскоре после окончания войны заводы теплового и электромагнитного разделения были закрыты, и разделение выполнялось K-25 в одиночку. Наряду с его близнецом, К-27, построенным в 1946 году, он стал главным заводом по разделению изотопов в начале послевоенного периода. За работы над Манхэттенским проектом Юри был награждён руководителем проекта, генерал-майором Лесли Р. Гровсом-мл. медалью «За заслуги».

## Послевоенные годы
После войны Юри стал профессором химии в Институте ядерных исследований, а затем профессором химии в Университете Чикаго в 1952 году. Он не стал продолжать свои довоенные исследования с изотопами. Однако, применяя знания, полученные с водородом и кислородом, он понял, что фракционирование между карбонатами и водой для кислорода-18 и кислорода-16 будет уменьшаться с коэффициентом 1,04 от 0 до 25 °C. Отношение изотопов затем может быть использовано для определения средних температур, при условии, что измерительное оборудование достаточно чувствительно. В состав группы входил его коллега Ральф Буксбаум. Экспертиза белемнита затем показала летние и зимние температуры, которые были пережиты им в течение четырёх лет. За это новаторское палеоклиматическое исследование Юри был удостоен медали Артура Л. Дэя Геологического общества Америки и медалью Гольдшмидта Геохимического общества.
Юри активно выступал против билля Май-Джонсона 1946 года, потому что он боялся, что это приведёт к военному контролю ядерной энергии, но поддерживал и боролся за билль МакМэхона, который заменил его, и, в конечном итоге, создал комиссию по атомной энергии. Он стал членом Чрезвычайного комитета ученых-ядерщиков, просветительской организации, созданной Альбертом Эйнштейном, по предотвращению распространения ядерного оружия. Приверженность Юри к идеалу мирового правительства появилась ещё до войны, но возможность ядерной войны сделала её только более актуальной в его представлениях. Он проводил лекции против войны и участвовал в дебатах в конгрессе относительно ядерных проблем. Он публично выступал от имени Этель и Юлиуса Розенбергов, и даже был вызван отвечать перед Комитетом по антиамериканской деятельности.

## Космохимия и эксперимент Миллера-Юри
В более позднем возрасте Юри помогал разрабатывать область космохимии и ему приписывают само создание термина. Его работы по кислороду-18 привели его к разработке теории о распространённости химических элементов на Земле и об их содержании и эволюции в звёздах. Юри подытожил свои работы в труде «Планеты: их возникновение и развитие» (1952). Юри предположил, что ранняя атмосфера Земли, вероятно, состояла из аммиака, метана и водорода. Один из его чикагских аспирантов, Стэнли Л. Миллер, показал в эксперименте, что, если такая смесь подвергается воздействию электричества и воды, то она может образовывать аминокислоты, обычно считающиеся строительными блоками жизни. Впоследствии этот эксперимент стали называть «эксперимент Миллера-Юри».

Эксперимент Миллера-Юри.

Юри провёл год в качестве приглашённого профессора в Оксфордском университете в Англии в 1956—1957 годах. В 1958 году он достиг пенсионного возраста Университета Чикаго (65 лет), но он принял должность профессора в новом университете Калифорнии, Сан-Диего (UCSD), и переехал в город Ла-Хойя. Впоследствии там же он был назначен почётным профессором с 1970 по 1981 года. В университете Юри помог создать естественнонаучный факультет. Он был одним из членов-учредителей химической школы при UCSD, которая была создана в 1960 году, вместе со Стэнли Миллером, Хансом Зюсс, и Джимом Арнольдом.
В конце 1950-х и начале 1960-х годов космическая наука стала актуальной областью исследований в результате запуска Спутника-1. Юри помог убедить НАСА сделать приоритетом беспилотные зонды к Луне. Когда Аполлон-11 вернулся с образцами пород Луны, Юри исследовал их в Лунной приёмной лаборатории. Образцы подтверждали утверждение Юри о том, что Луна и Земля имеют общее происхождение. Во время работы в UCSD, Юри опубликовал 105 научных работ, 47 из них на лунную тематику. Когда его спросили, почему он продолжал работать так усердно, он пошутил: «Ну, вы же знаете, что я уже не на должности».

## Личные качества, награды, память
Юри увлекался садоводством, выращиванием орхидей. Он умер в Ла-Хойя, Калифорния, и был похоронен на кладбище «Fairfield» в округе ДеКлаб, штат Индиана. Кроме Нобелевской премии, он также был награждён:
- 1934 — Премия Уилларда Гиббса Американского химического общества
- 1940 — Медаль Дэви Лондонского королевского общества
- 1943 — Медаль Франклина Института имени Франклина
- 1950 — Силлимановская лекция
- 1957 — Медаль и премия Гутри
- 1961 — Премия Гамильтона Колумбийского университета
- 1962 — Медаль Лоуренса Смита Национальной академии наук США
- 1964 — Медаль Парижского университета
- 1964 — Национальная научная медаль США
- 1966 — Золотая медаль Королевского астрономического общества
- 1969 — Медаль имени Фредерика Леонарда Американского метеоритного общества[англ.]
- 1969 — Медаль Артура Л. Дэя Американского Геологического общества
- 1970 — Премия Лайнуса Полинга
- 1972 — Золотая медаль Американского института химиков[англ.]
- 1973 — Медаль НАСА «За выдающиеся научные достижения»[англ.]
- 1973 — Медаль Пристли Американского химического общества
- 1975 — Премия В. М. Гольдшмидта, высшее отличие Геохимического общества (Geochemical Society[англ.])

В честь Юри названы лунный ударный кратер Юри, астероид 4716 Юри, Премия Гарольда Юри присуждаемая за достижения в области планетологии Американским астрономическим обществом, Медаль Юри присуждаемая Европейской ассоциации геохимии и Медаль Юри, присуждаемая Международным обществом по изучению происхождения жизни (англ. International Society for the Study of the Origin of Life). В Калифорнийском Университете в Сан-Диего была учреждена кафедра Юри, первым руководителем которой был Дж. Арнольд. Также в честь него была названа средняя школа в Уолкертоне, Индиана и здание химического корпуса колледжа Ревелль Калифорнийского Университета в Сан-Диего, Ла-Хойя, Калифорния (истинное название корпуса — «Корпус Фриды и Гарольда Юри», так как комитет по наименованию опасался отказа физика от этой награды, но знал что он не сможет отказать в оказании чести своей жене).
Его кабинет в Колумбийском Университете в Хейвмайер (англ. Havemayer) в настоящее время используется профессором Брусом (англ. Brus) химического факультета. В углу классной доски находится надпись, гласящая «Этот кабинет принадлежал Гарольду Юри, первооткрывателю дейтерия».